# Улица Ивана Черных (Санкт-Петербург)
Улица Ива́на Черны́х — улица в Кировском районе Санкт-Петербурга. Проходит от проспекта Стачек до улицы Розенштейна.

## История
Первоначально с 1881 года по 1920-е годы носила название Ново-Сивковская улица, происходит от фамилии землевладельца Сивкова. Более поздний вариант написания — Новосивковская улица. На месте современного дома № 20 находилась церковь во имя святого преподобного Сергия Радонежского Чудотворца. Участок, на котором была построена церковь, был занят чугунолитейным заводом герцога Лейхтенбергского. Для рабочих завода первоначально была возведена временная деревянная церковь, освящённая 19 ноября 1900 года. В 1901—1905 годах по проекту архитекторов Г. Г. фон Голи и Г. Д. Гримма рядом с деревянным зданием церкви был возведён пятиглавый каменный храм, который был освящён 11 ноября 1911 года. После этого временное деревянное здание разобрали. Храм был закрыт и снесён в 1931 году.
В доме № 23 по Новосивковской улице в 1917 году находился райком партии большевиков, а в доме № 21 во время наступления Корнилова располагался штаб Красной Гвардии.
13 мая 1965 года улица переименована в улицу Ивана Черных, в честь И. С. Черных, участника обороны Ленинграда, Героя Советского Союза. На доме 2 установлена мемориальная доска: «Экипаж бомбардировщика под командованием Ивана Сергеевича Черных /родился в 1918 г./ и членами экипажа: штурманом Семёном Кирилловичем Косиновым /родился в 1917 г./ и стрелком-радистом Назаром Петровичем Губиным /родился в 1918 г./ в декабре 1941 года в районе города Чудова, выполняя боевое задание, повторил подвиг Гастелло, направив горящий самолёт в скопление вражеских танков и автомашин с пехотой. Именем Героя Советского Союза бесстрашного лётчика Ивана Черных названа эта улица». Мемориальная доска заменена в 2010 году, до этого она была из белого мрамора.

## Достопримечательности
- Дом 2  / Проспект Стачек, дом 2 — доходный дом Гордзялковских, построен в 1905 году.
- Дом 3  — пятиэтажный дом 1910-х годов, в советский период над аркой разместили рельефный герб Осоавиахима[6].
- Дом 4 — Дом технической учёбы, здание эпохи конструктивизма, построенное в 1930—1932 годах и предназначенное для повышения профессиональной квалификации рабочих. Построено по проекту арх. А. И. Гегелло, Д. Л. Кричевского[7][8] и В. В. Хазанова[9].  памятник архитектуры (вновь выявленный объект)[10] С 1947 года в здании располагается вуз, ныне носящий название Высшая школа технологии и энергетики, другие корпуса вуза находятся по соседству (адреса: ул. Ивана Черных, д. 4А, 4А1, 4Б, 4В).
- Дом 10, лит. А — гостиница «Екатерингоф».
- Дом 16 — Особняк Ф. Тейхмана, построен в 1899—1900 годах по проекту владельца[11]. С 1950-х годов в здании располагается завод железобетонных конструкций и деталей Ленметростроя.  781811312220005
- Дом 23 — дом Л. Э. Гехта, построен в 1899 году. В здании находится Государственный краеведческий музей «Нарвская застава». В 1957 году на доме установлена мемориальная доска: «В этом доме 30 июля (12 августа) 1917 года происходило заседание VI съезда РСДРП (большевиков), нацелившего партию на вооружённое восстание» (архитектор Л. Н. Линдрот, материал — гранит[12]).  781710971300006
- Дом 25 — особняк 1890-х годов, после войны два верхних этажа были перестроены из дерева в камень. Незаконно надстроен в 2014—2015 годах[6].
- Дом 27 — бывший доходный дом Гордзялковских[6].
- Дом 31—33 лит. А — Институт аналитического приборостроения РАН.

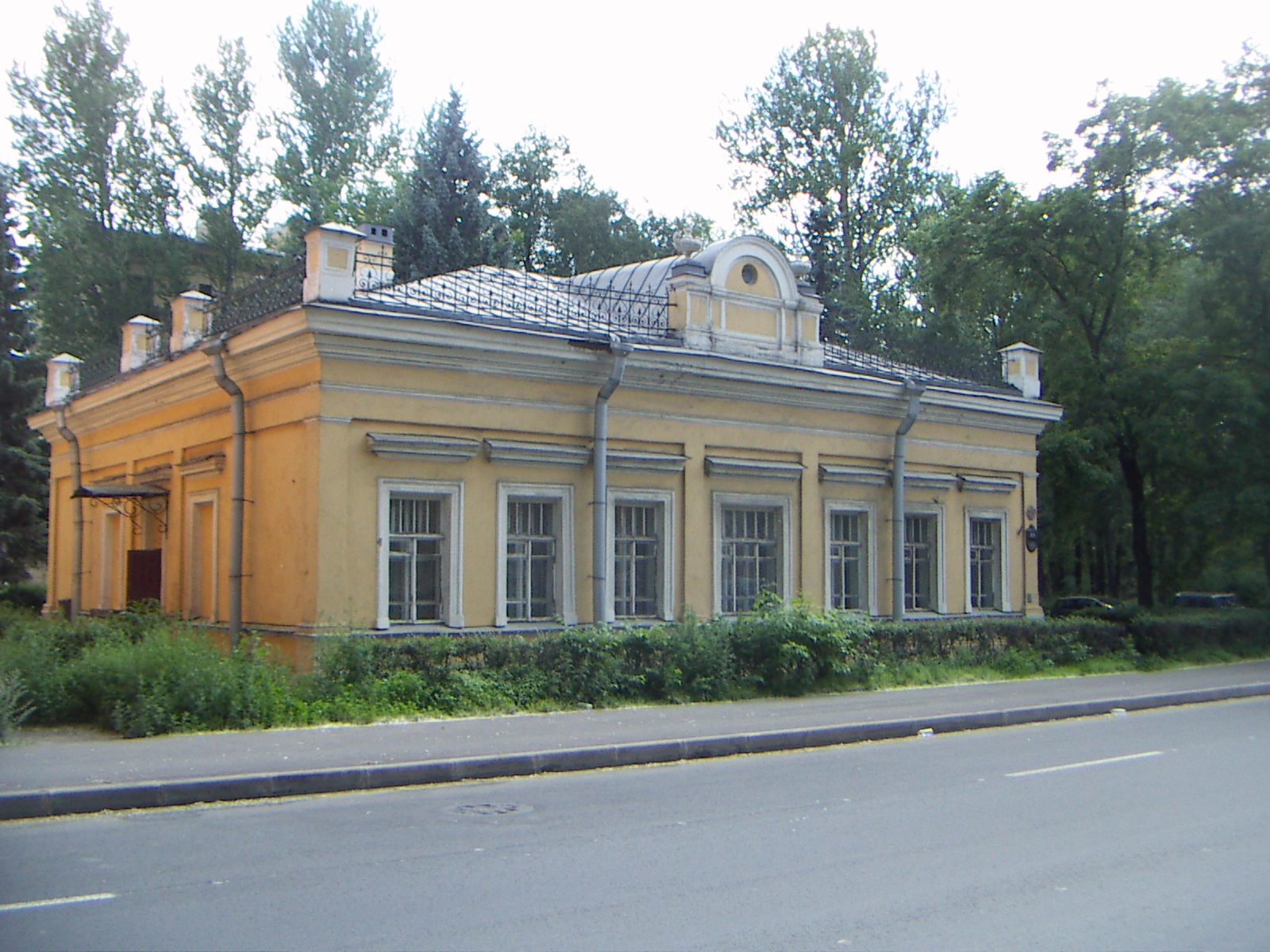
Музей «Нарвская застава» в доме 23
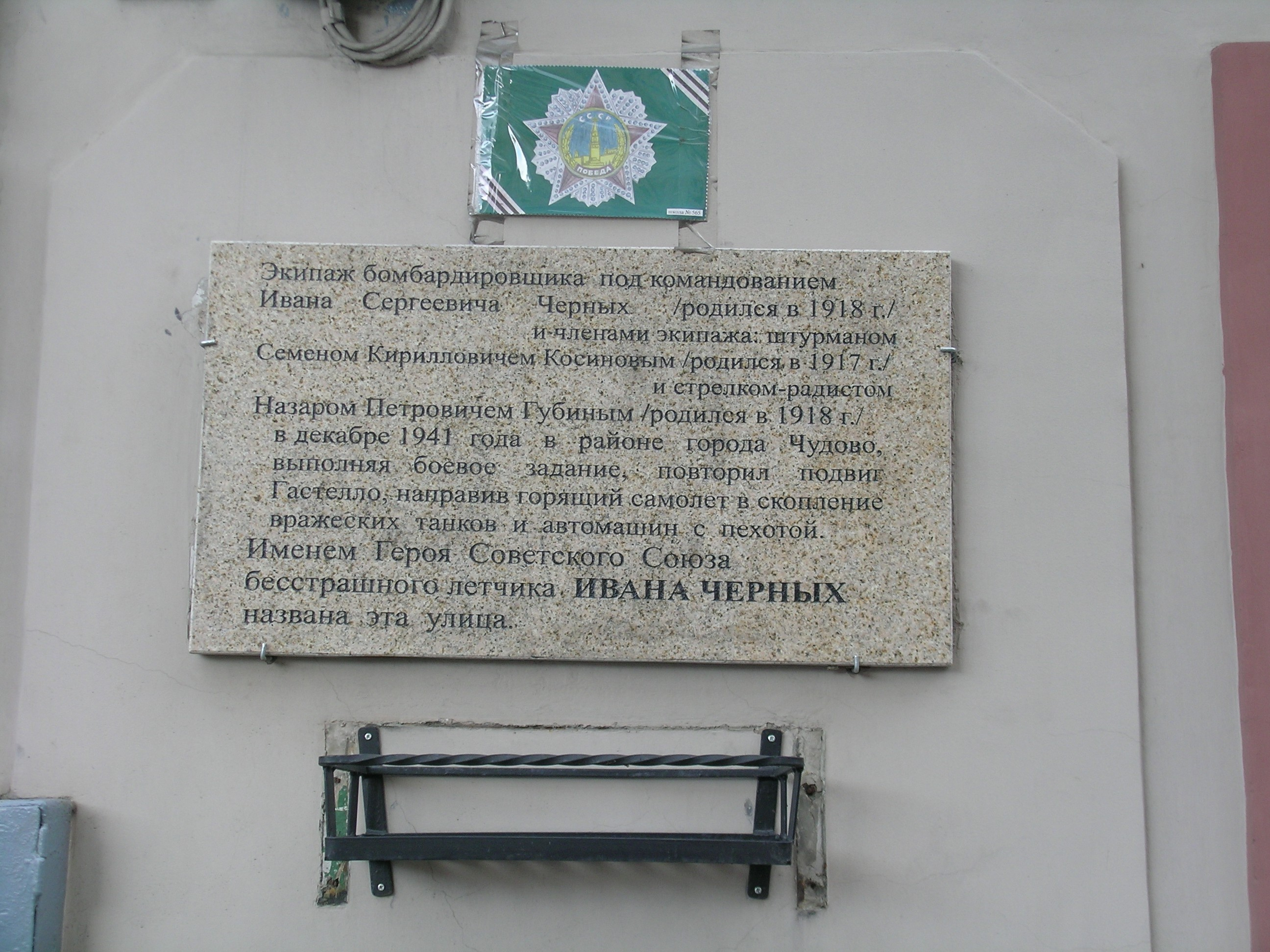
Аннотационная доска, установленная на доме 2
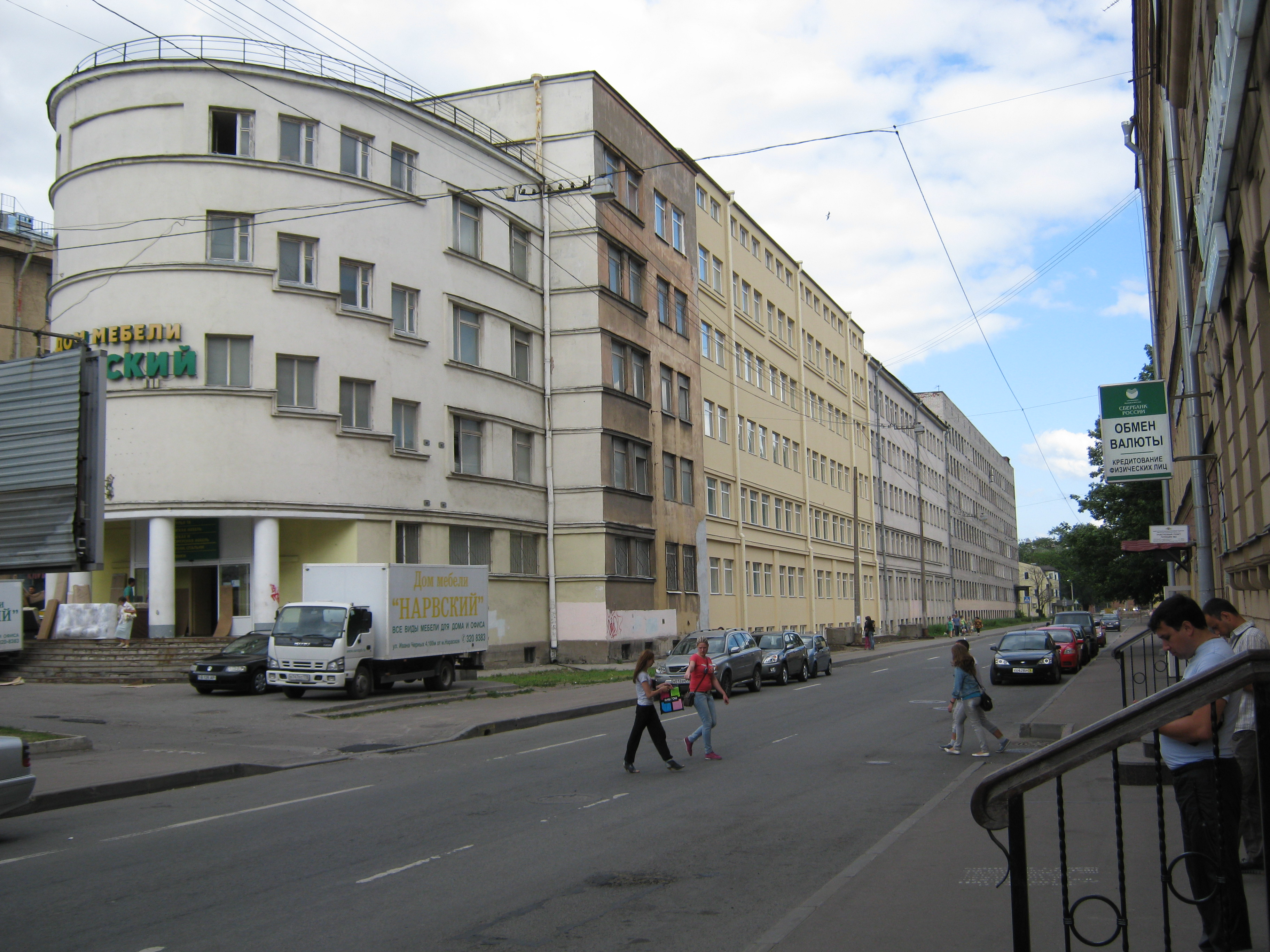
Дом технической учёбы